# Astrostephane acanthogenys
Astrostephane acanthogenys är en sjöstjärneart som först beskrevs av Fisher 1916.  Astrostephane acanthogenys ingår i släktet Astrostephane och familjen Brisingidae. Inga underarter finns listade i Catalogue of Life.